# Arya Stark
Arya Stark est l'un des personnages principaux de la saga Le Trône de fer écrite par George R. R. Martin. Elle est la fille cadette de lord Eddard Stark et de lady Catelyn Tully. C'est une jeune fille d'une dizaine d'années qui préfère l'escrime et l'équitation à la couture. Elle ne s'entend donc pas bien avec sa sœur aînée Sansa ; en revanche, elle est très proche de son demi-frère bâtard Jon Snow avec qui elle partage les traits des Stark. Son loup se nomme Nymeria.
C'est Maisie Williams qui a été choisie pour incarner Arya Stark dans la série télévisée adaptée des romans.

## Histoire

### Dans les romans
Arya Stark est née à Winterfell et est le troisième enfant d'Eddard et Catelyn Stark. Elle grandit dans la rivalité avec sa sœur ainée, Sansa, et proche de Jon Snow, le fils bâtard d'Eddard. Lorsque son père est nommé Main du Roi de Robert Baratheon, Arya doit l'accompagner à la capitale du royaume, Port-Réal. À cette occasion, Jon Snow lui offre en cachette une épée nommée Aiguille. Lors du long voyage qui la conduit à Port-Réal, elle se lie d'amitié avec un jeune apprenti-boucher avec qui elle s'entraîne au maniement de l'épée. Surpris lors de ces entraînements par Sansa et le prince Joffrey Baratheon, elle a une violente altercation avec ce dernier au cours de laquelle il est blessé par Nymeria. Furieuse contre les loups géants qui ont blessé son fils, la reine Cersei Lannister ordonne la mise à mort de Nymeria. Cette dernière ayant fui, c'est Lady, le loup géant de Sansa, qui est mis à mort, ce qui creuse un peu plus le fossé entre les deux sœurs. Arrivé à Port-Réal, son père découvre Aiguille et ses entraînements secrets. Il décide alors d'engager un bretteur du nom de Syrio Forel pour apprendre à Arya l'art de l’escrime.
Après l'arrestation de lord Eddard, la reine Cersei envoie les hommes de la Garde Royale pour s'emparer d'Arya. Grâce à Syrio Forel, Arya parvient à s'échapper dans les rues de Port-Réal où elle erre pendant quelque temps. Du parvis du Grand Septuaire de Baelor, elle assiste à la mise à mort de son père. Sur le point de faire scandale en place publique, elle est sauvée de justesse par un recruteur de la Garde de Nuit nommé Yoren. Yoren se propose de la ramener dans le Nord en la faisant passer pour un garçon, mais lui et ses recrues pour la Garde de Nuit sont attaqués lors des échauffourées qui agitent le Conflans.
Arya est capturée par Gregor Clegane, chevalier au service des Lannister et emmenée captive à Harrenhal. Son épée Aiguille lui est volée. Une fois à Harrenhal, elle fait plus ample connaissance avec l'assassin Sans-Visage, Jaqen H'ghar. Avec l'aide de Jaqen, Arya parvient à faire évader tous les captifs loyaux aux Stark. Arya, toujours incognito, devient alors le page de lord Roose Bolton. Se refusant à révéler sa véritable identité au terrifiant lord Bolton, Arya et deux de ses compagnons, Tourte-Chaude et Gendry, s'enfuient dans la campagne. Là, ils sont de nouveau capturés par des hors-la-loi connus sous le nom de Fraternité sans Bannière. Arya y est reconnue, et les membres de la Fraternité comptent la rendre contre une rançon.
Arya tente de s'enfuir, mais elle est à nouveau capturée par Sandor Clegane, le Limier, bien décidé à toucher lui-même la rançon pour Arya. Il emmène Arya aux Jumeaux où doivent se dérouler les noces de lord Edmure Tully et d'une fille de lord Walder Frey, noces où se trouveront à la fois Robb et Catelyn. Malheureusement, à cause de la trahison de lord Walder, Robb et Catelyn sont assassinés et le Limier et Arya doivent battre en retraite. Errants dans le Conflans, Arya et le Limier tombent par hasard sur deux hommes de Gregor. Arya et le Limier parviennent à les vaincre, et Arya récupère Aiguille. Mais le limier est blessé et sa blessure s'infecte, il est ravagé par la fièvre et Arya est contrainte de l'abandonner sur la route.
À nouveau seule, Arya décide de s'embarquer sur un bateau pour le Nord, pour ce faire, elle utilise la pièce donnée par Jaqen H'ghar et prononce les mots valar morghulis à un capitaine braavien. Reconnaissant la pièce et les mots des Sans-Visage, le capitaine l'emmène au-delà du détroit dans la cité libre de Braavos. Là, Arya rejoint le temple nommé Demeure du Noir et du Blanc où elle entame une sorte d'apprentissage sous la férule d'un prêtre qu'elle surnomme « l'homme plein de gentillesse ». Arya croise le chemin de membres de la Garde de nuit ignorant sa noble extraction dont Samwell Tarly, ainsi que Dareon. Ce dernier ignorant désormais ses vœux et ayant égoïstement abandonné ses camarades en étant devenu chanteur, Arya décide de le tuer. Elle est pour cela punie, devenant aveugle en buvant une potion.
Elle décide de rester aveugle plusieurs semaines pour continuer son apprentissage, et ainsi développer et maîtriser ses sens. L'homme plein de gentillesse lui rend ensuite la vue et lui donne pour mission de tuer quelqu'un, mais elle doit d'abord discerner le bon moment et le moyen d'accomplir cette mission. Il lui donne aussi un autre visage pour qu'on ne la reconnaisse pas lorsqu'elle l'accomplira. Elle réussit sa tâche et devient acolyte du temple. L'homme plein de gentillesse l'envoie ensuite à Izembaro pour qu'elle commence son premier apprentissage.